# Milford (Pensilvânia)
Milford é um distrito localizado no estado norte-americano de Pensilvânia, no Condado de Pike.

## Pessoas Conhecidas
- Vanessa Carlton

## Demografia
Segundo o censo norte-americano de 2000, a sua população era de 1104 habitantes.
Em 2006, foi estimada uma população de 1221, um aumento de 117 (10.6%).

## Geografia
De acordo com o United States Census Bureau tem uma área de
1,2 km², dos quais 1,2 km² cobertos por terra e 0,0 km² cobertos por água. Milford localiza-se a aproximadamente 282 m acima do nível do mar.

## Localidades na vizinhança
O diagrama seguinte representa as localidades num raio de 24 km ao redor de Milford.